# دمیتری کلبانوف
دمیتری کلبانوف (اوکراینی: Дмитрo Львович Клебанiв؛ ۱۲ ژوئیهٔ ۱۹۰۷ – ۵ ژوئن ۱۹۸۷) آهنگساز، مربی موسیقی، و رهبر (موسیقی) اهل امپراتوری روسیه بود.